# Хаш

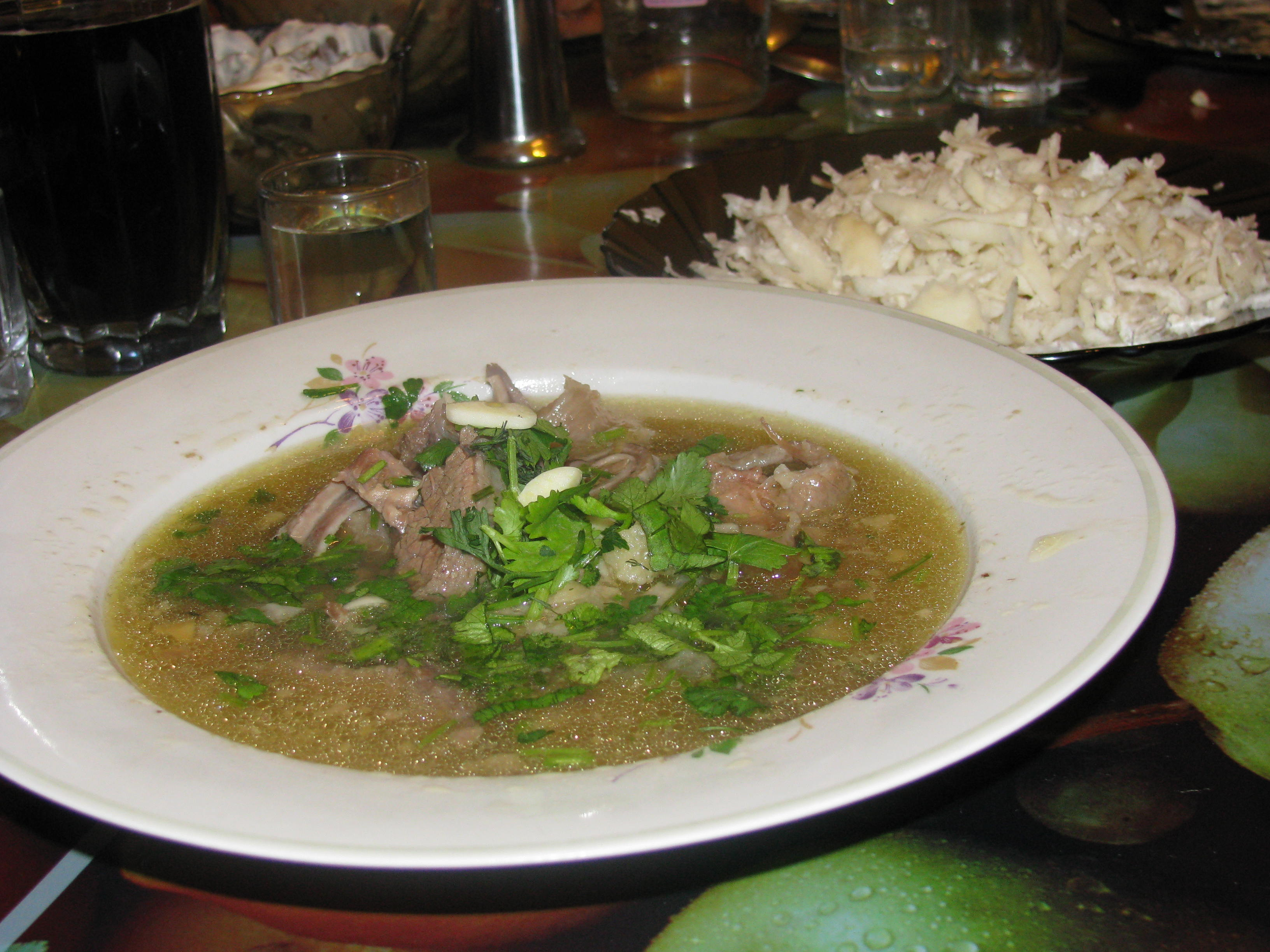
Хаш. Виден нарезанный рубец. Рядом натёртая редька

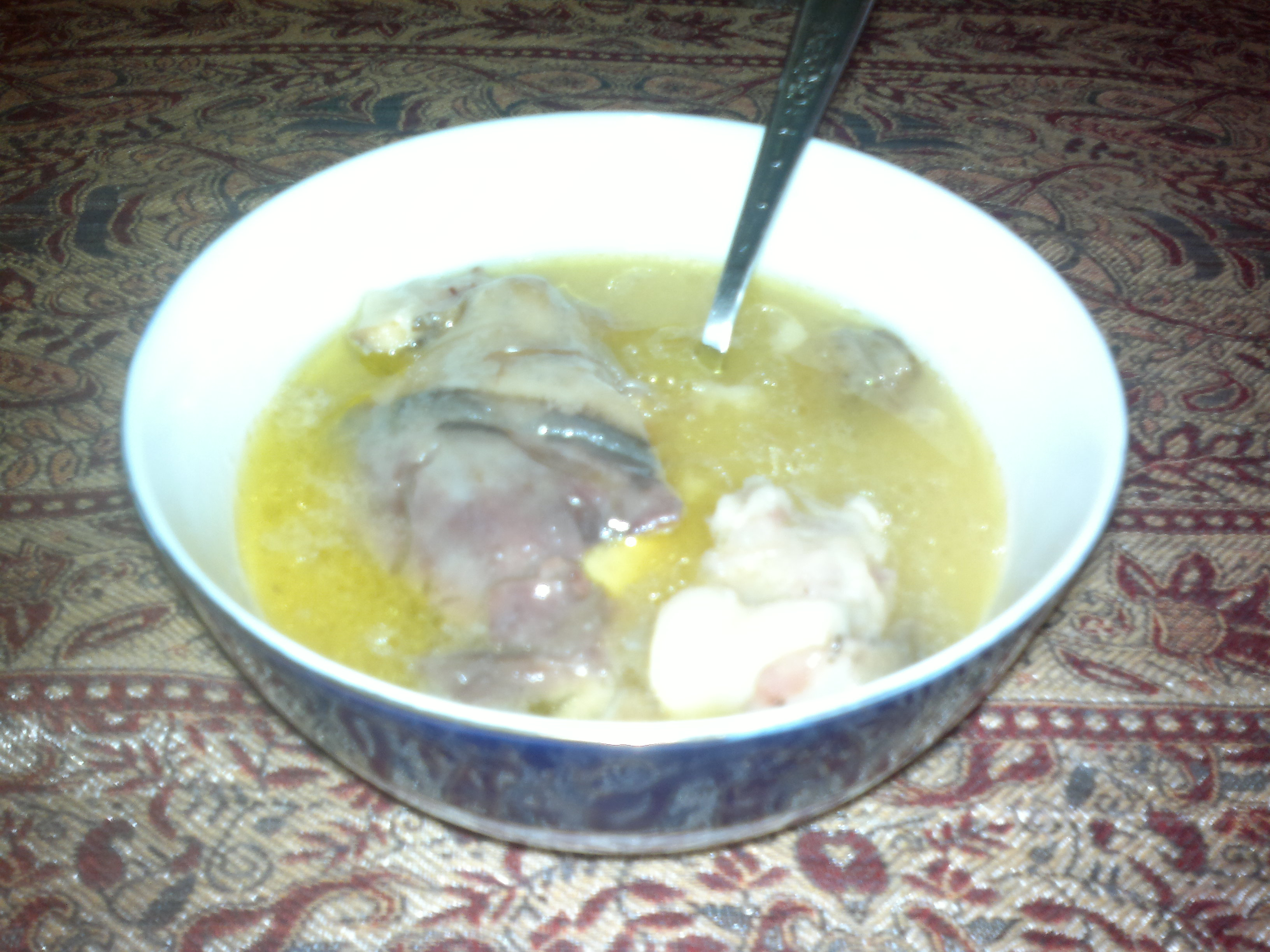
Хаш, поданный без зелени и редьки

Хаш (от арм. խաշ [χɑʃ]) — жидкое горячее блюдо армянского происхождения, суп, распространённый по всему Кавказу и Закавказью.

## Этимология названия
В армянском языке название блюда происходит от խաշել [хашел] — варить. Из армянского языка в дальнейшем слово перешло в турецкий и грузинский. В армянской литературе бульон упоминается в форме хашоу или хашой с XI века (впервые у Григора Магистроса), современная форма хаш известна с XVII века (в «Эфимерте»).

## Упоминание в литературе
В армянском лечебнике «Утешение при лихорадках» (1184 год) в некоторых рецептах упоминается мясной бульон под именем «хашой» или «хашу». Например, в главе «Об однодневной лихорадке из-за простуды» рекомендуется есть «хашой» из мяса козлёнка, а в главе «Об однодневной лихорадке из-за забот и скорби» — «хашу» из ступней и ляжек козлёнка.
Мясной бульон под именем «хашой» упоминается и у нескольких армянских толкователей и грамматиков XI—XIV веков (Григора Магистроса, Есаи Нчеци, Ованеса Ерзнкаци, и т. д.). Связано это с наличием в армянском переводе (V века) «Грамматического искусства» Дионисия Фракийского слова «хошйун» (арм. խաւշիւն = шелест листьев). Некоторые поздние толкователи Дионисия посчитали, что в слове есть опечатка и исправляли на «хашой», дав, таким образом, совершенно ошибочное толкование этому фрагменту.

## Происхождение блюда
По мнению В. Похлёбкина, автора книг по кулинарии, «одно из древнейших армянских блюд».

## Ингредиенты
- Говяжьи ноги
- Рубец
- Чеснок

## Употребление
Хаш не едят. Хаш вкушают. И вкушают его в компании. Хаш в одиночку — больший нонсенс вообразить себе трудно! Хаш объединяет людей не хуже марсельезы, хаш — своего рода утренняя молитва, славословие Господу, аллилуйя!
Хаш традиционно едят ранним утром, до завтрака или на завтрак. Как правило, хаш варится и подаётся несолёным, незаправленным. К хашу подают в отдельной тарелке (тарелках) соль, измельчённый чеснок (или разведённый бульоном толчёный чеснок), рубленую зелень, тёртую редьку, подсушенный тонкий лаваш.
В Азербайджане это блюдо подаётся без зелени и без редьки. В Осетии хаш готовят только из требухи — рубца и кишок, также не добавляя много зелени.
В армянском календароведческом сборнике XVII века «Эфимерте» в феврале, из-за погодных условий, особо рекомендуется есть хаш с чесноком и красным перцем.

## Хаш в культуре
- В Азербайджане в 1983 году был снят короткометражный фильм азербайджанского режиссёра Вагифа Мустафаева, «Хаш с музыкой».
- В 2001 году студия «Пилот» выпустила мультфильм про трёх поросят под названием «Хаш».